# ويتس (باد كاليه)
ويتس، باد كاليه (بالفرنسية: Wittes)‏ هي بلدية تقع في إقليم باد كاليه من منطقة نور با دو كاليه في شمال فرنسا. تبلغ مساحة هذه المدينة 3.92 (كم²)، وترتفع عن سطح البحر 21 م، يبلغ عدد سكانها 807 نسمة حسب إحصاء المعهد الوطني للإحصاء والدراسات الاقتصادية سنة 2009 م. وترأس Hervé Faucon البلدية خلال فترة (2008-2014).